# Milka Chulina
Milka Jelisava Chulina Urbanich (Ciudad Guyana, 6 de enero de 1974) es una ex reina de belleza, ganadora del concurso Miss Venezuela en el año 1992 y animadora del mismo certamen en los años posteriores. Quedó como segunda finalista en el Miss Universo 1993.

## Biografía
Milka Chulina nació en Ciudad Guyana, estado Bolívar, y se crio en Maracay, estado Aragua.  Culminó sus estudios en Relaciones Internacionales, en la Universidad Central de Venezuela y luego realizó una especialización en Francia.
Contrajo matrimonio en 2006 con el abogado Alejandro Ubieta Roque con quien tuvo dos hijas, Martina y Amanda .

## Carrera
En 1992 ganó el certamen de belleza Miss Venezuela, tras el cual se presentó a la edición de Miss Universo de 1993 celebrada en Ciudad de México, en el que quedó como segunda finalista. 
Al volver a Venezuela inició una carrera como animadora en el canal Venevisión, trabajando durante tres años como animadora en el programa Sábado sensacional entre 1993 y 1996. En 1999 trabajó como conductora del programa Aquí contigo. También trabajó en el canal Televen, así como en algún programa de radio.
Fundó una empresa de publicidad y producción llamada Origami Films.
| Predecesor: Carolina Izsak  | Miss Venezuela 1992                | Sucesor: Minorka Mercado |
| Predecesor: Madhushri Sapre | 2° Finalista en Miss Universo 1993 | Sucesor: Minorka Mercado |